# Verwood
Verwood este un oraș în comitatul Dorset, regiunea South West, Anglia. Orașul se află în districtul East Dorset.